# Бјанка Палеолог
Бјанка Палеолог од Монферата (Казале Монферато, почетак јула 1472 — Торино, 30. март 1519) била је супруга војводе Карла I Савојског.

## Биографија

### Детињство и веридба
Ћерка маркиза Вилијама VIII Палеолога и његове друге супруге маркизе Елизабете Марије Сфорце, Бјанка је рођена непосредно пре 14. јула 1472. године, и изгубила је мајку када  је имала два месеца; изгубила је оца са једанаест година.
Под старатељством њеног стрица маркиза Бонифација III обећана јој је удаја за војводу Карла I од Савоје, који је кроз ову заједницу тежио да преузме Монферат јер је веровао да је изумирање династије Палеолога сада неизбежно.

### Брак
Венчање је 1. априла 1485. године, прослављено у замку Казале преко пуномоћника, а војводу Карла I је заступао Антонио де ла Форест, његов коморник од поверења. У ствари, брак је заправо закључен само месец дана касније, пошто је папску диспензацију требало сачекати с обзиром на крвно сродство супружника.
Међутим, њен муж је прерано умро 1490. године у Пинеролу, а њихов још увек мали син, Карло Ђовани Амедео Савојски, који се често помиње као војвода Карло II, постављен је на чело војводства, стар само две године.

## Намесница
Од 1490. до 1496. године, због веома младе старости њеног сина војвоткиња Бјанка, била је намесница државе Савоја, ту дужност јој је доделила Скупштина Генералних држава која се састала у Пинеролу након смрти њеног супружника. Она је позвала француског бискупа Мондова Антоана Шампона на двор, поверивши му положај канцелара, а такође је искористила стручњака Себастијана Ферера, пијемонтског феудалца, и поставила га за државног саветника и генералног благајника. Обдарена снажним и борбеним карактером, војвоткиња Бјанка, која је морала да уђе у политику са само осамнаест година, нашла се у борби против својих рођака, посебно против амбициозног стрица њеног мужа Филипа од Бреше, који су тражили своја права наследства.
Чак и на међународном нивоу, војвоткиња Бјанка од Монферата је показала своју способност: знала је како да одржи независну државу и успела је да жонглира између моћног и гломазног краљевства Француске и ратоборног војводства Милана у обнављању мира у Пијемонту након привремено победоносних ратова, вођених против маркизата Салуца. Морала је да врати маркизат Салуцо који је управо покорио војвода Карло I борбеном маркизу Лудовику II. Међутим, она је одбила да послуша савет свог ујака Лудовика ил Мороа да престоницу пренесе у Верчели.
Она је свом рођаку краљу Шарлу VIII од Француске, који се хвалио тврдњама о мешању у савојске територије, дала дозволу да пређе Пијемонт како би стигао до напуљске области (1494. године), победоносно га је дочекала у Торину приликом његовог проласка са трупама и чак му дала своје драгуље.

### Последње године и смрт
Када је војвода Карло II умро још као дете 1496. године, војвоткиња Бјанка је подлегла притиску интригантног Филипа од Бреше који је коначно успео да постане војвода, макар и на кратко (1496-1497). Војвоткиња Бјанка Палеолог је напустила власт и повукла се у приватни живот са својом ћерком, Јоландом Савојском, која се удала за Филиповог сина (који је постао војвода 1497. године) у доби од девет година, такође прерано умро 1499. године, у доби од дванаест година. Након још једне жалости, војвоткиња Бјанка Палеолог Савоја је потом отишла да проведе последње године свог живота у замку Карињано (њен посед који је срушен 1820. године), чак је примила посете два краља Француске, Луја XII (1502. и 1507. године) и Франсоа I, (1515. године), који јој је одао почаст и затражио њен политички савет. Заљубљеник у забаве и посебно витешке турнире, организовао је један у Карињану на коме се такмичио чувени француски вођа Пјер Тере звани Бајардо.
Данас је сахрањена у презбитерију цркве Гиспа од милости у Карињану, на тргу Дон Боско.